# بطولة الأمم الخمس 1957
بطولة الأمم الخمسة 1957 (بالإنجليزية: 1957 Five Nations Championship)‏ هو الموسم 63 من  بطولة الأمم الخمسة. كان عدد الأندية المشاركة فيه  5، وفاز فيه منتخب إنجلترا الوطني لاتحاد الرغبي.